# María de Ximildegui
María de Ximildegui, född 1588, död efter 1610, var en spansk kvinna som åtalades för häxeri.
Hon var född i Zugarramurdi i Spanien av franska föräldrar. 1604 flyttade hon med sin far till Ciboure på den franska sidan av gränsen där hon arbetade som servitris. 1608, när den stora häxprocessen i Labourd började i franska Baskien, återvände hon till sin hemby i Spanien. 
Vid denna tid var gränstrakterna fylld av rykten om häxeri på grund av häxjakten på andra sidan gränsen. María de Ximildegui började själv tala om att hon under sin tid i Frankrike hade blivit invigd till häxeri av en kollega, Catalina, som hon hade haft ett lesbiskt förhållande med och att hon hade deltagit i häxsabbater och avsvurit sig Gud. Hon uppgav att hon hade fortsatt delta i häxsabbater i grottorna i Navarra, men att hon nu ångrade sig och pekade ut sina medbrottslingar till abbotten av Urdax: María de Jureteguia, hennes man Esteve de Navarcorena, liksom tio andra personer (tre kvinnor, fem män och två barn). Detta ledde till att Spanska Inkvisitionen inledde en undersökning om häxeri, vilket utvecklade sig till den berömda häxprocessen i Baskien 1609-1614 med ansvariga inkvisitorerna Alonso Becerra Holguín, Juan de Valle Alvarado och Alonso Salazar y Frías. Undersökningarna utvecklade sig till en enorm häxjakt med tusentals åtalade.  
Spanska Inkvisitionen förlät personer som bekände, ångrade sig och lovade bättring, vilket María de Ximildegui gjorde och därmed undslapp avrättning efter autodafén i Logroño 7-8 november 1610. Hennes fortsatta liv är okänt. 